# Manlio Stabilini
Manlio Stabilini (Varese, ... – ...; fl. XX secolo) è stato un cestista italiano.

## Carriera
Stabilini è stato il primo capitano nella storia della Pallacanestro Varese, fondata nel 1945.